# Fedaykin
I fedaykin, nell'epopea fantascientifica denominata ciclo di Dune di Frank Herbert, sono un corpo scelto i cui membri appartengono all'etnia Fremen, addestrato personalmente come commando da Paul Muad'Dib. Sono caratterizzati dall'assoluta devozione a Paul, che ritengono il loro Messia (Mahdi) e in generale agli Atreides ma in particolar modo alla madre di Paul, Lady Jessica. Sono disposti a morire per difendere la vera fede e uccidere i nemici del deserto, specialmente i potenti Harkonnen e i terribili Sardaukar della casa Corrino.
Il loro nome deriva dalla tradizione araba, come molte delle caratteristiche dei Fremen, e fa diretto riferimento ai Fedayin (in arabo "coloro che si sacrificano per una causa"), ossia gruppi di resistenza, spesso armata, contro un governo ostile o contro forze di occupazione straniere.